# 林一樹
林 一樹（はやし かずき）は、日本の男性声優、元子役。

## 出演作品
太字は主役・主要キャラクター。

### テレビドラマ
- ふしぎな話（純一）

### ゲーム
- ソニックアドベンチャー（テイルス）
- ソニックアドベンチャーDX（テイルス）

| スタブアイコン | サブスタブ | この項目は、まだ閲覧者の調べものの参照としては役立たない、声優（ナレーターを含む）に関連した書きかけの項目です。この項目を加筆・訂正などしてくださる協力者を求めています（P:アニメ/PJ:芸能人）。 |